# 阿邦网
阿邦网是about.com所成立的一家中文生活网站，归纽约时报集团所有。其团队建立于2006年，2007年年末在饶猛志等人推动下推出测试版。上线一年后用户流量即达到每月500万。该网站靠广告赚取收入，一些收入会分给写手。该网站设立时尚、美食、健康、兴趣、家居、宠物、数码、旅游、教育、运动、玩具、游戏等频道，栏目超过2000，内容均要求原创。2011年，王文伟代替饶猛志，由副总经理升为总经理。